# シュラプネル・レコーズ
シュラプネル・レコーズ (Shrapnel Records) は、アメリカのヘヴィメタルを中心に扱うインディーズレーベル。創始者はマイク・ヴァーニー。

## 歴史
1980年代に起きた速弾きブームの先駆的的存在である。1982年、レーベル創始者のヴァーニーは当時17歳のイングヴェイ・マルムスティーンを発掘し『Guitar Player』誌のコラムで紹介した。更に彼を渡米させ自社と契約していたスティーラーに加入させたがイングヴェイはその後バンドを脱退、以後結局シュラプネルに属さなかった。
ヴァーニーは他にも様々な技巧派ギタリストを見出していった。代表的な例では、トニー・マカパイン、ヴィニー・ムーア、マーティ・フリードマン、ジェイソン・ベッカー、リッチー・コッツェン、ポール・ギルバートなど、今日のヘヴィメタルシーンに影響を与えたプレイヤーを発掘している。
しかし、1990年代に入るとグランジやオルタナティブ・ミュージックなどの台頭によってヘヴィメタルシーンそのものが廃れ、シュラプネルもかつての輝きを失う。現在、マイクはマイケル・シェンカーや、音楽活動を休止していたジェイク・E・リーに無理矢理、カヴァーアルバムの製作を要求したりと迷走ぶりが窺える（後者についてリーは「作りたくなかった」とコメントしている）。また2000年代以降、主にヨーロッパを拠点とする他のメタルレーベル（フィンランドのスパインファーム・レコードやドイツのニュークリア・ブラストなど）が有力なバンドを多数抱える中、シュラプネルは黄金期の1980年代に在籍していた者が多数離脱、その一方で有力な新人が入って来ず、発掘を諦めた事もあり、現在のシュラプネルにはかつての権威はなくなってきている。
その一方で、マイクはプログレッシブ・ロックを専門としたレーベル、マグナ・カルタ・レコードを発足する。シャドウ・ギャラリーやカイロ、マジェランなどのバンドを発掘した。2000年代にはデイヴィッド・リー・ロスやスティーヴ・スティーヴンス等も同レーベルから作品を発表。
かつてはアポロン音楽工業やロードランナー・ジャパン、キングレコードなどが日本盤CDを販売してきたが、現在は一部を除き大多数のCDが廃盤となっており、日本盤CDは入手困難となっている。なお、輸入盤CDは現在でも入手できる。

## 主な所属ミュージシャン・バンド
- ヴィニー・ムーア
- ジェイソン・ベッカー
- グレッグ・ハウ
- ジョー・スタンプ
- ジョージ・ベラス
- デヴィット・T・チャスティン
- マイケル・リー・ファーキンス

### かつて所属・活動していたミュージシャン・バンド
- アーテンション
  - ヴィタリ・クープリ
- ヴィシャス・ルーモアズ
- エキサイター
- カコフォニー
  - マーティ・フリードマン
- ジョーイ・タフォーラ
- ドライヴァー（英語版）
  - トニー・マカパイン
- リッチー・コッツェン
- レーサーX
  - ポール・ギルバート
- ロン・サール

など